# American Law Reports
Die American Law Reports veröffentlichen Sammlungen von ausgewählten Entscheidungen im US-amerikanischen Rechtskreis.
Für die Praxis und Wissenschaft stellen die American Law Reports (kurz: A.L.R.), herausgegeben von der Lawyers Co-operative Publishing Co., die bedeutsamste Reihe von sogenannten „Selected Cases“ (ausgewählte Entscheidungen). 
Als nützlich werden vor allem die Annotierungen („Annotations“) angesehen. Es ist üblich, bei auch im A.L.R. erscheinenden Entscheidungen die dortige Fundstelle neben der offiziellen Fundstelle zu zitieren.